# Acochlidioidea
Acochlidioidea – rząd ślimaków tyłoskrzelnych. Brzuchonogi morskie i nieliczne słodkowodne. Nagie, bez czułków, jamy płaszczowej i skrzeli. Na głowie para guzkowatych rinoforów. Worek trzewiowy silnie wyodrębniony od głowy. Odbyt z prawej strony ciała albo na grzbiecie.

## Podział systematyczny
Do rzędu zaliczane są następujące rodziny:
- Acochlidiidae Küthe, 1935
- Aitengidae Swennen & Buatip, 2009
- Bathyhedylidae Neusser, Jörger, Lodde-Bensch, E.E. Strong & Schrödl, 2016
- Hedylopsidae Odhner, 1952
- Pseudunelidae Rankin, 1979
- Tantulidae Rankin, 1979